# Anthomyza umbrosa
Anthomyza umbrosa är en tvåvingeart som beskrevs av Rohacek 2006. Anthomyza umbrosa ingår i släktet Anthomyza och familjen sumpflugor. Inga underarter finns listade i Catalogue of Life.